# Kieron Elliott
Kieron Elliott est un acteur britannique né le 26 février 1995 à Airdrie en Écosse.

## Filmographie

### Cinéma
- 2009 : Crustacean : Yang
- 2009 : A Memory of Lies : Mark
- 2010 : Dragons : Hoark le Haggard
- 2010 : Trapped: Haitian Nights : Callahan
- 2011 : Vile : Thomas
- 2011 : Épisode 50 : Kieron
- 2012 : Sir Billi : le jeune détective
- 2013 : A Leading Man : le médecin
- 2014 : Dragons 2 : Hoark le Haggard
- 2014 : Pierre Martin le facteur : Michael Lam
- 2014 : Night Eyes : Paul
- 2018 : My Heart Dies with You: Part 2 : Logan McCurdy
- 2018 : Ten: Bound for a Thousand Years

### Télévision
- 2001 : StarStreet : le réparateur de télévision (1 épisode)
- 2001 : Hollyoaks: Movin' On : Paul McDermott (1 épisode)
- 2005-2006 : River City : Duncan Robertson (16 épisodes)
- 2009 : Call 911 : un pompier, un shérif et un officier de police (4 épisodes)
- 2009 : Terminator Salvation: TechCom : Walker (10 épisodes)
- 2009 : I Didn't Know I Was Pregnant : le médecin (1 épisode)
- 2009 : Operation Repo : Stevie McAlpine (1 épisode)
- 2010 : Numbers : Gino (1 épisode)
- 2010 : The Scottish Ninjas
- 2010 : Women Behind Bars : Howard (1 épisode)
- 2010 : 1000 Ways to Die : Roi Nygard (1 épisode)
- 2010 : Lost Tapes : Barrow (1 épisode)
- 2012 : Fatal Encounters : Jeff Markowitz (1 épisode)
- 2012 : How Booze Built America : John L. Sulivan (1 épisode)

### Jeu vidéo
- 2010 : Le Seigneur des anneaux : La Quête d'Aragorn : Peregrin Touc
- 2012 : Diablo III : plusieurs personnages
- 2012 : Lego Le Seigneur des anneaux : Peregrin Touc
- 2012 : World of Warcraft: Mists of Pandaria : Sully